# Jan Toorop
Johannes Theodorus Toorop (Purworejo, 20 de dezembro de 1858  – Haia, 3 de março de 1928), mais conhecido como Jan Toorop, foi um pintor, gravador e desenhista neerlandês. Ligou-se ao Simbolismo, ao Pontilhismo e ao Art Nouveau.

## Trabalhos

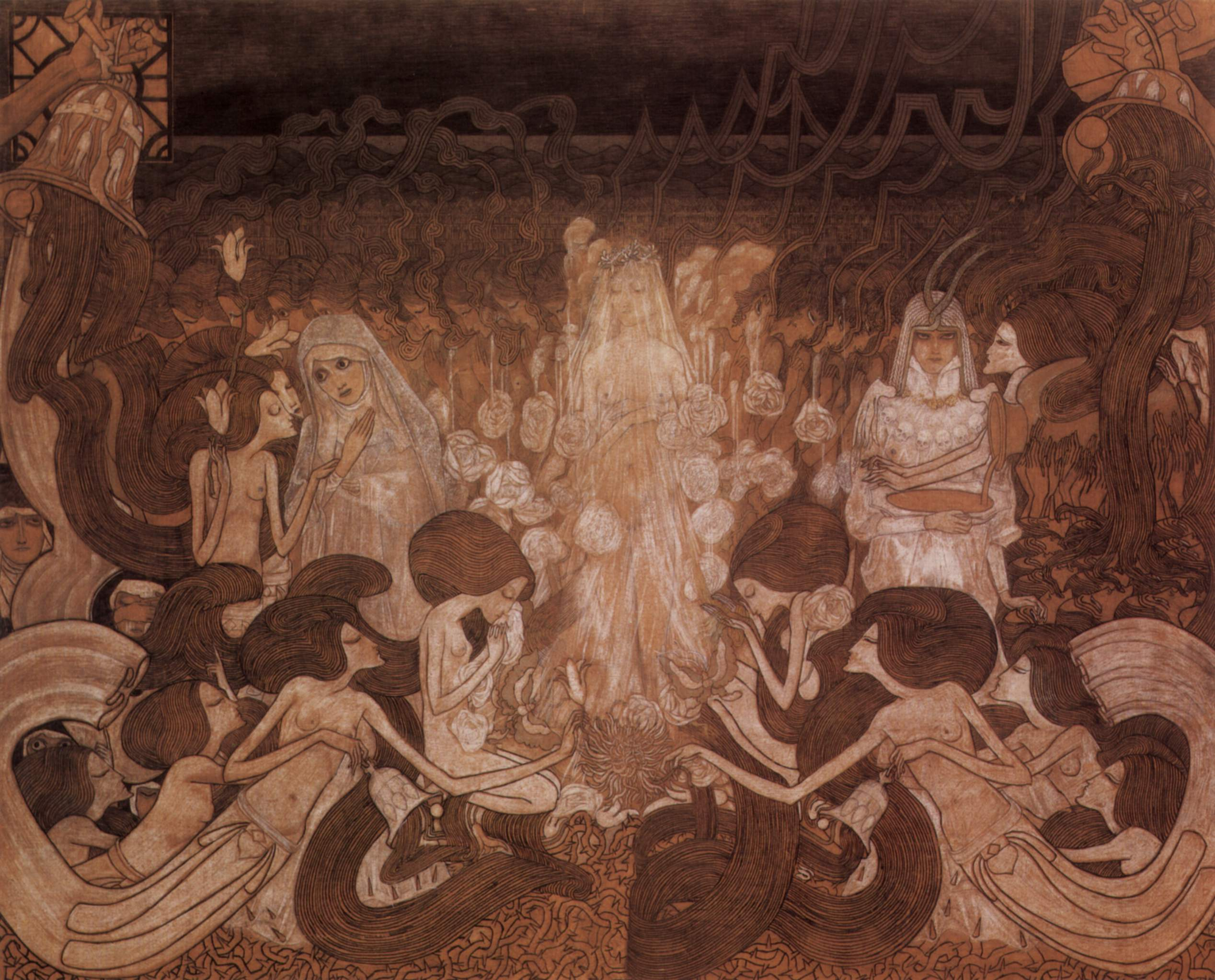
The Three Brides (1893)
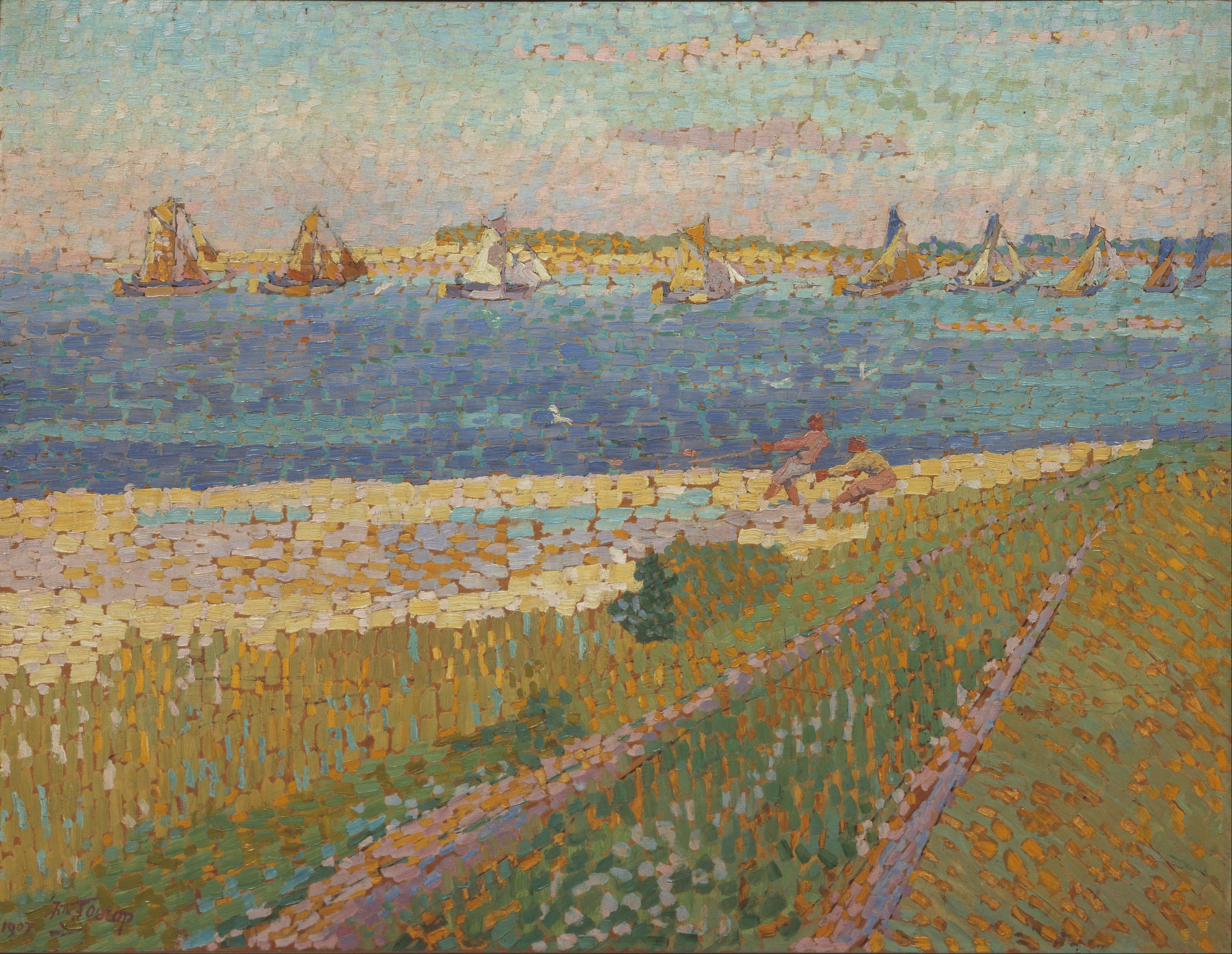
The Schelde near Veere (1907)
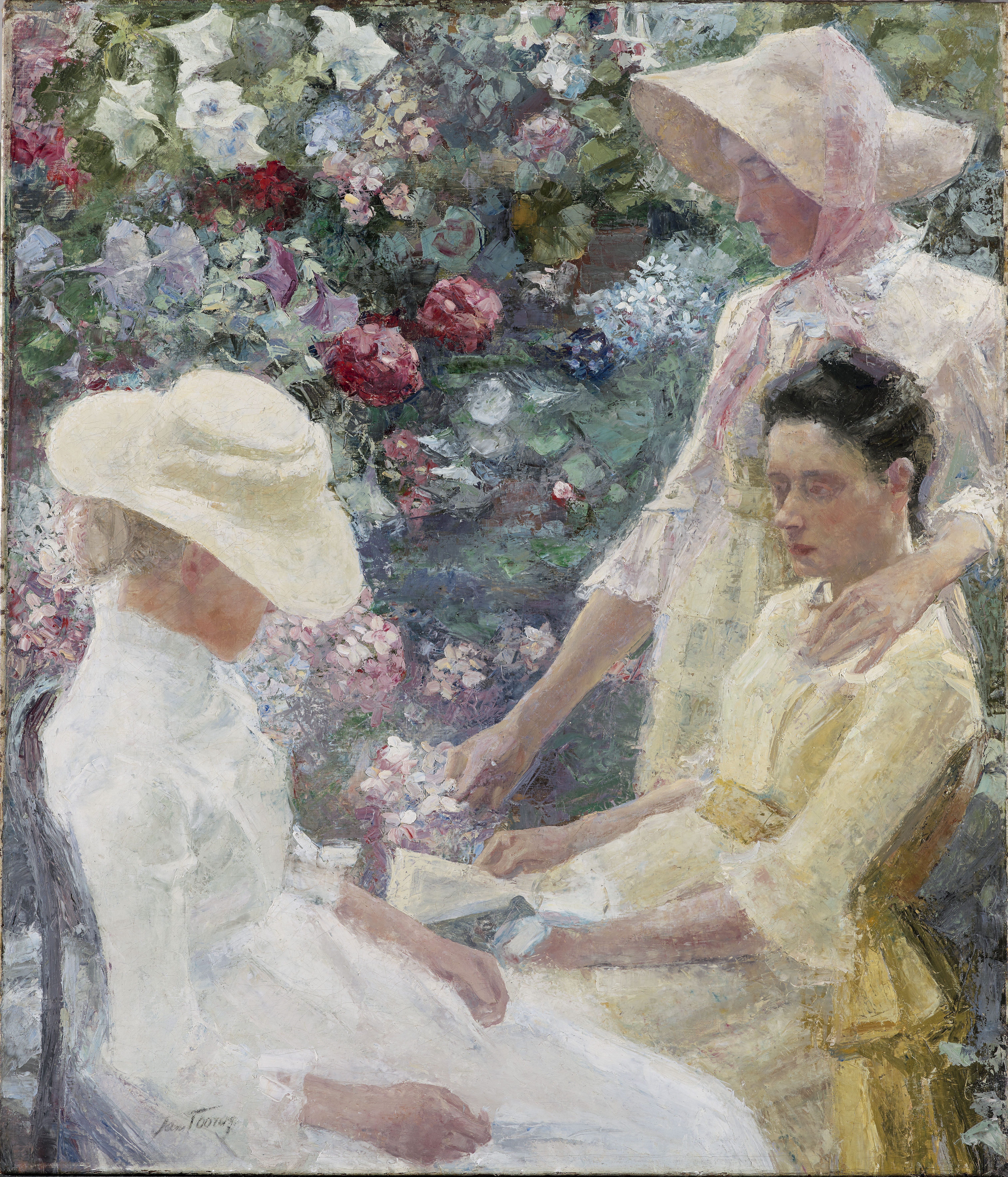
Trio fleuri (1886)
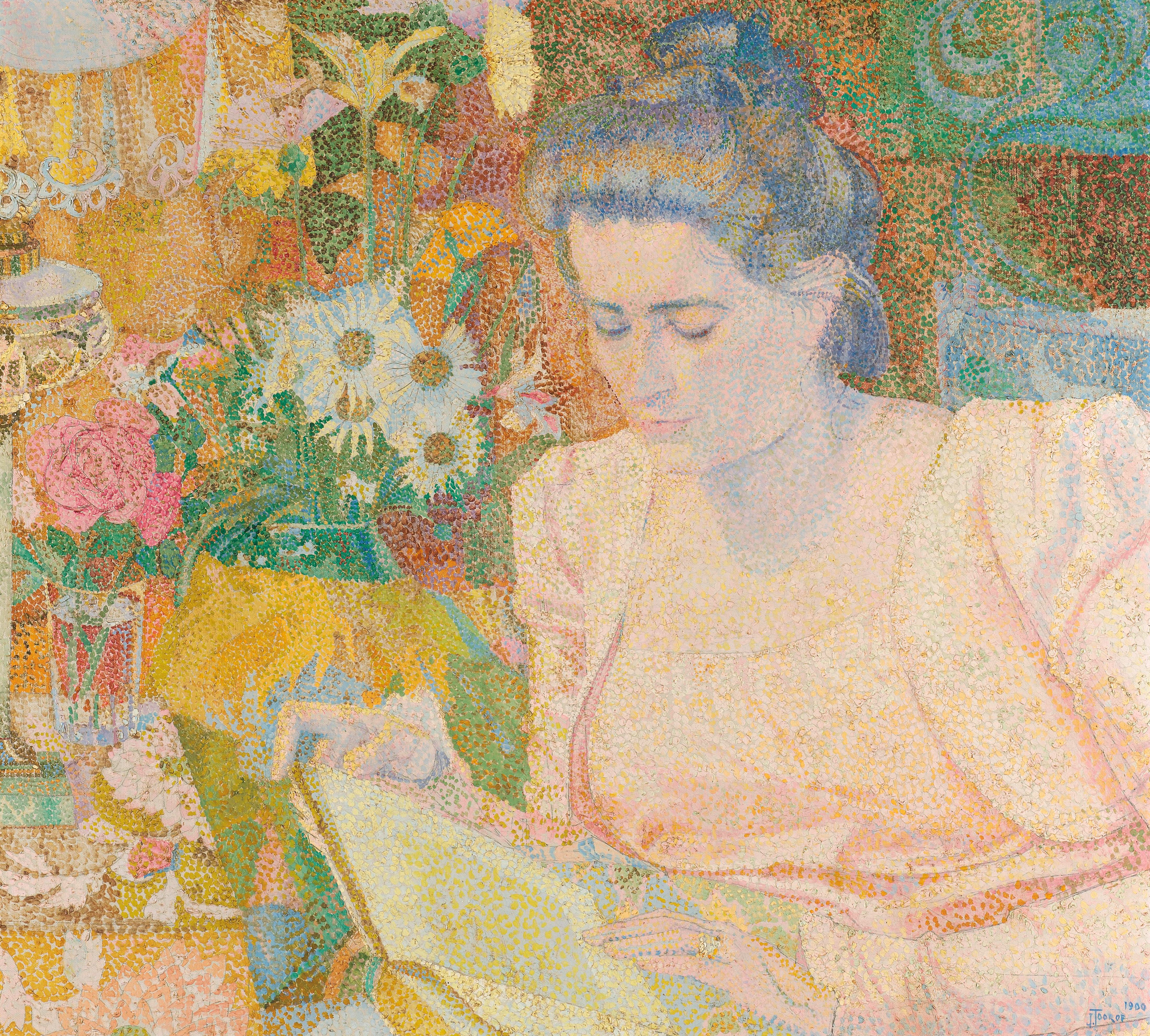
Portret van Marie Jeanette de Lange (1900)
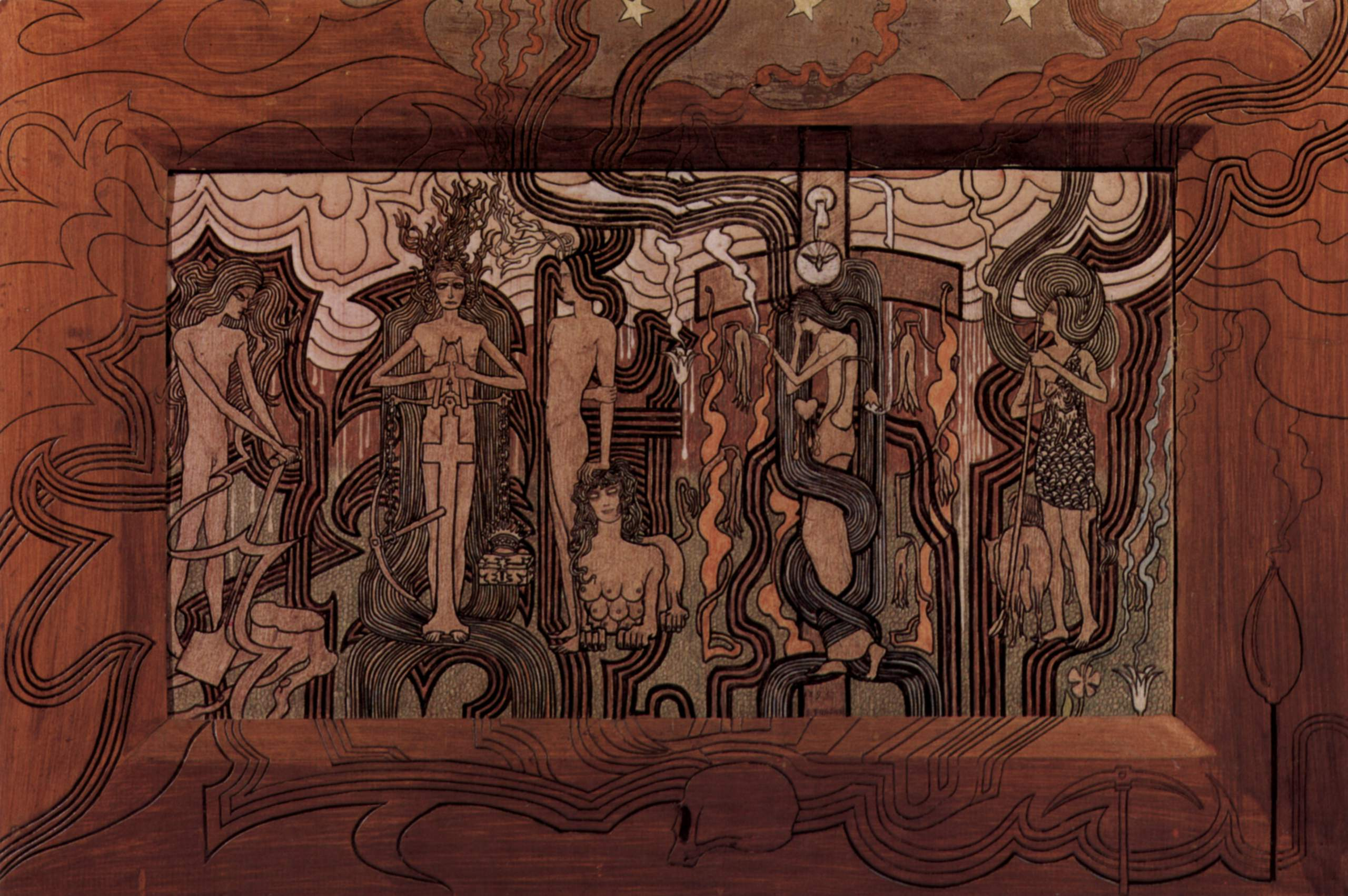
Das Lied der Zeit (1893)